# Bowdoin College

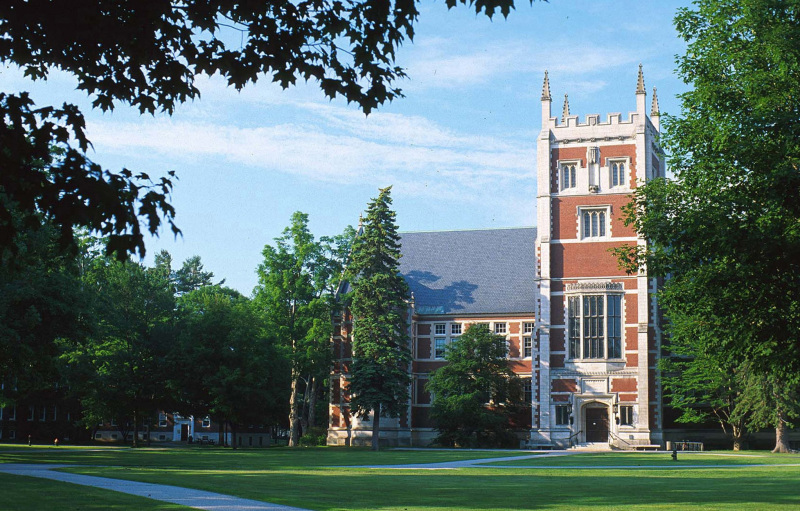
Hubbard Hall op de campus van Bowdoin College

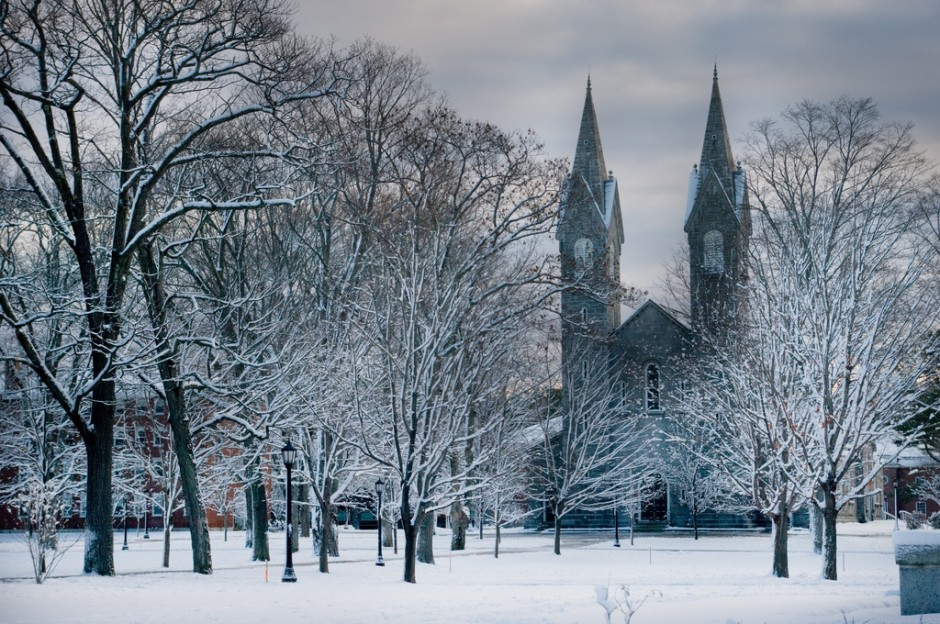
Bowdoin Chapel in de winter

Bowdoin College is een Amerikaans particulier liberal arts college in het kuststadje Brunswick in de staat Maine. Er studeren een kleine 1800 studenten aan Bowdoin College, dat sinds 1971 gemengd is.
Bowdoin College is een prestigieuze school die hoog genoteerd staat in verschillende rankings. De school wordt tot de "Little Ivies" gerekend, een reeks kleine en exclusieve liberal arts colleges in het noordwesten van de Verenigde Staten. Bowdoin College staat bekend om z'n vele gerenommeerde alumni, waaronder de schrijvers Nathaniel Hawthorne en Henry Wadsworth Longfellow.

## Alumni
Onderstaande personen hebben gestudeerd aan Bowdoin College, met hun jaar van afstuderen tussen haakjes:
- William Fessenden (1823), politicus
- Franklin Pierce (1824), president van de Verenigde Staten
- Henry Wadsworth Longfellow (1825), dichter
- Nathaniel Hawthorne (1825), schrijver
- John P. Hale (1827), politicus
- Oliver O. Howard (1850), generaal en oprichter van Howard University
- Joshua Chamberlain (1852), militair
- Melville Fuller (1853), opperrechter van de Verenigde Staten
- Thomas Brackett Reed (1860), politicus
- Robert Edwin Peary (1877), ontdekkingsreiziger
- Alfred Kinsey (1916), bioloog en seksuoloog
- Fred Tootell (1923), atleet en olympisch kampioen
- Thomas R. Pickering (1953), ambassadeur
- George Mitchell (1954), politicus en diplomaat
- William Cohen (1962), politicus
- Kenneth Chenault (1973), zakenman
- Christopher R. Hill (1974), politicus en diplomaat
- Geoffrey Canada (1974), schrijver en activist
- Ed Lee (1974), burgemeester van San Francisco
- Joan Benoit (1979), atlete en olympisch kampioene
- Reed Hastings (1983), ondernemer
- Angus Wall (1988), filmmonteur
- Paul Adelstein (1991), acteur